# WCT Tournament of Champions 1981
Il WCT Tournament of Champions 1981 è stato un torneo di tennis giocato sulla terra verde. Si è giocato al West Side Tennis Club di Forest Hills negli Stati Uniti. È stata la 5ª edizione del singolare, la seconda del doppio. L'evento fa parte del Volvo Grand Prix 1981. Si è giocato dal 4 al 10 maggio 1981.

## Campioni

### Singolare maschile
Eddie Dibbs ha battuto in finale  Carlos Kirmayr con il punteggio di 6–3, 6–2

### Doppio maschile
Peter Fleming /  John McEnroe hanno battuto in finale  John Fitzgerald /  Andy Kohlberg con il punteggio di 6–4, 6–4